# Mohamed Dellahi Yali
Mohamed Dellahi Yali (Nouakchott, 1º novembre 1997) è un calciatore mauritano, centrocampista dell'Al-Kahraba e della nazionale mauritana.

## Carriera

### Club
Ha giocato nella prima divisione mauritana, in quella lettone (3 presenze con il Liepāja), in quella algerina (3 presenze con l'NA Hussein Dey e 12, con anche una rete segnata, con il DRB Tadjenanet) ed in quella libica. Ha anche giocato 2 partite nella CAF Champions League con la maglia dei libici dell'Al-Nasr Bengasi.

### Nazionale
Ha esordito in nazionale nel 2015; ha partecipato alla Coppa d'Africa nel 2019 e nel 2021. Il 23 gennaio 2024 durante la Coppa d'Africa 2023 segna, nell'ultima partita del girone, il gol che permette alla Mauritania di qualificarsi alla fase successiva a discapito dell'Algeria.

## Statistiche

### Cronologia presenze e reti in nazionale
| Cronologia completa delle presenze e delle reti in nazionale ― Mauritania | Cronologia completa delle presenze e delle reti in nazionale ― Mauritania | Cronologia completa delle presenze e delle reti in nazionale ― Mauritania | Cronologia completa delle presenze e delle reti in nazionale ― Mauritania | Cronologia completa delle presenze e delle reti in nazionale ― Mauritania | Cronologia completa delle presenze e delle reti in nazionale ― Mauritania | Cronologia completa delle presenze e delle reti in nazionale ― Mauritania | Cronologia completa delle presenze e delle reti in nazionale ― Mauritania |
| Data                                                                      | Città                                                                     | In casa                                                                   | Risultato                                                                 | Ospiti                                                                    | Competizione                                                              | Reti                                                                      | Note                                                                      |
| ------------------------------------------------------------------------- | ------------------------------------------------------------------------- | ------------------------------------------------------------------------- | ------------------------------------------------------------------------- | ------------------------------------------------------------------------- | ------------------------------------------------------------------------- | ------------------------------------------------------------------------- | ------------------------------------------------------------------------- |
| 24-6-2019                                                                 | Suez                                                                      | Mali                                                                      | 4 – 1                                                                     | Mauritania                                                                | Coppa d'Africa 2019 - 1º turno                                            | -                                                                         |                                                                           |
| 29-6-2019                                                                 | Suez                                                                      | Mauritania                                                                | 0 – 0                                                                     | Angola                                                                    | Coppa d'Africa 2019 - 1º turno                                            | -                                                                         |                                                                           |
| 2-7-2019                                                                  | Suez                                                                      | Mauritania                                                                | 0 – 0                                                                     | Tunisia                                                                   | Coppa d'Africa 2019 - 1º turno                                            | -                                                                         |                                                                           |
| 30-12-2021                                                                | Abu Dhabi                                                                 | Mauritania                                                                | 0 – 0                                                                     | Burkina Faso                                                              | Amichevole                                                                | -                                                                         | Cap.                                                                      |
| 23-1-2024                                                                 | Bouaké                                                                    | Mauritania                                                                | 1 – 0                                                                     | Algeria                                                                   | Coppa d'Africa 2023 - 1º turno                                            | 1                                                                         | Cap. 67’                                                                  |
| 22-3-2024                                                                 | Marrakech                                                                 | Mali                                                                      | 2 – 0                                                                     | Mauritania                                                                | Amichevole                                                                | -                                                                         |                                                                           |
| 26-3-2024                                                                 | Agadir                                                                    | Marocco                                                                   | 0 – 0                                                                     | Mauritania                                                                | Amichevole                                                                | -                                                                         | Cap.                                                                      |
| Totale                                                                    |                                                                           | Presenze                                                                  | 7                                                                         |                                                                           | Reti                                                                      | 1                                                                         |                                                                           |

## Palmarès

### Club

#### Competizioni nazionali
- Campionato mauritano: 2

Tevragh-Zeïna: 2014-2015, 2015-2016